# Paola Nyinkeu
Carole Paola Nyinkeu Sabeya, née le 21 juillet 1997, est une joueuse camerounaise de basket-ball évoluant au poste d'ailier.

## Carrière
Elle participe au Championnat d'Afrique féminin de basket-ball 2019, l'équipe du Cameroun terminant à la dixième place.
Elle évolue en club au Dunkerque Malo Basket Club en France.